# Dicranopteris taiwanensis
Dicranopteris taiwanensis är en ormbunkeart som beskrevs av Ren-Chang Ching och P.S.Chiu.
Dicranopteris taiwanensis ingår i släktet Dicranopteris och familjen Gleicheniaceae. Inga underarter finns listade.